# Heliconia vellerigera
Heliconia vellerigera är en enhjärtbladig växtart som beskrevs av Eduard Friedrich Poeppig. Heliconia vellerigera ingår i släktet Heliconia och familjen Heliconiaceae. Inga underarter finns listade.

## Bildgalleri

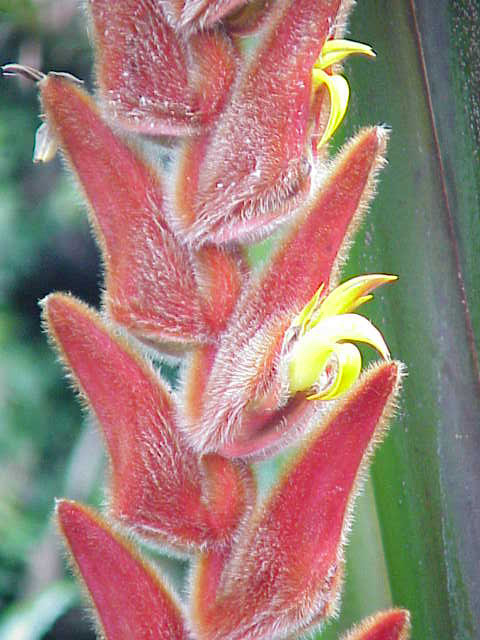
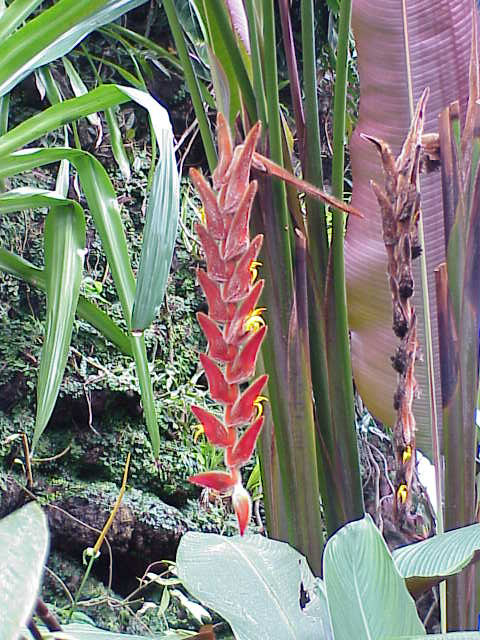